# ستيفي أبلتون
ستيفي أبلتون (بالإنجليزية: Steve Appleton)‏ هو مغن مؤلف ومنتج أسطوانات بريطاني، ولد في 1 مايو 1989 في سري في المملكة المتحدة.

## وصلات خارجية
- الموقع الرسمي
- ستيفي أبلتون على موقع ميوزك برينز (الإنجليزية)
- ستيفي أبلتون على موقع ميوزك برينز (الإنجليزية)
- ستيفي أبلتون على موقع ديسكوغز (الإنجليزية)